# Snitch - L'infiltrato

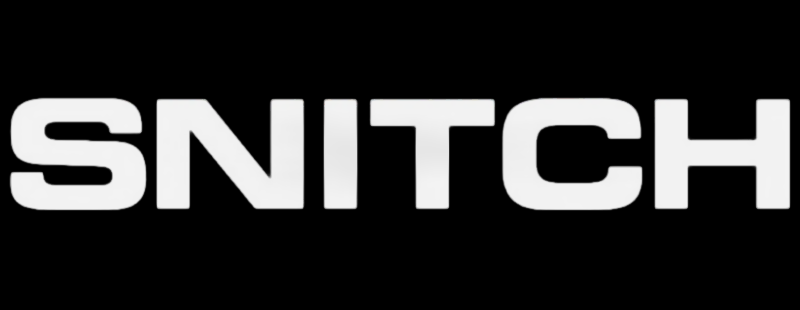
Logo del film

Snitch - L'infiltrato (Snitch) è un film del 2013 scritto e diretto da Ric Roman Waugh con protagonista Dwayne Johnson.

## Trama
Ispirato a fatti realmente accaduti, il film è la storia di un uomo d'affari distrutto dall'arresto del figlio adolescente, incastrato per possesso di droga e condannato a 10 anni di carcere. Lo studente universitario Jason Collins sta chattando in video con il suo migliore amico d'infanzia Craig Johnson. Craig discute di una scatola di droghe che sta tentando di spostare e tenta di convincere Jason a lasciare che Craig spedisca la droga a casa sua, offrendogli una parte del profitto. Nonostante la riluttanza di Jason, Craig gli manda un sms per il numero di tracciamento del pacco. Un corriere consegna il pacco di Craig a casa di Collins. Jason firma il pacchetto e lo porta nella sua stanza, scoprendo che contiene una grande quantità di pillole in una borsa, oltre a un dispositivo di localizzazione. Gli ufficiali della DEA arrivano e irrompono in casa; Jason tenta di fuggire ma viene inseguito e catturato dall'agente Cooper.
Mentre è a un barbecue, John Matthews, padre separato di Jason e proprietario di una società di costruzioni, viene chiamato dall'ex moglie Sylvie per l'arresto di Jason. John e Sylvie si incontrano e discutono pesantemente in attesa di parlare con Jason. Un investigatore parla con loro, dicendo che Craig ha incastrato Jason con un patteggiamento per ridurre la propria pena dopo essere stato catturato. Le accuse a Jason comportano un minimo di 10 anni di carcere e oltretutto gli viene negata la cauzione. Viene messo in una stanza per gli interrogatori con John, Sylvie e l'investigatore, che fa pressioni su di lui affinché incastri uno dei suoi amici per spaccio al fine di ridurre la sua condanna, come aveva fatto Craig.
Usando le sue connessioni, John organizza un incontro con il procuratore locale Joanne Keeghan, che sta conducendo una campagna anti-droga molto aggressiva. Keeghan si impegna a ridurre la pena di Jason se John incastrerà uno spacciatore, ma afferma che riceverà poco aiuto da lei e che il rischio sarà tutto suo. John visita Jason in prigione, osservando dalle ferite facciali che Jason è stato abusato da altri prigionieri.
L'agente Cooper è a capo di una task force che controllerà qualsiasi operazione che John organizza per usare come prova di un arresto. John cerca nei suoi registri dei dipendenti e scopre che Daniel James, un nuovo impiegato, ha due precedenti condanne per spaccio. Daniel sta conducendo una vita pulita per evitare un terzo arresto. John offre ventimila dollari se Daniel lo presentasse semplicemente a uno spacciatore; Daniel è d'accordo, anche se non è a conoscenza del fatto che John agisca come informatore.
Daniel presenta John a Malik, uno spacciatore locale estremamente pericoloso e di alto rango, che ha anch'egli due arresti alle spalle. Spiegando che la sua attività di costruzione non può rimanere a galla nell'economia attuale senza un supplemento ai suoi ricavi, John offre di eseguire quantità quasi illimitate di farmaci a rischio quasi zero nei suoi camion merci. Malik è d'accordo a condizione che John e Daniel guidino da soli la corsa iniziale.
John e l'agente Cooper organizzano diversi rubinetti. John guida verso il punto di raccolta vicino al confine messicano quando una banda rivale fa un'imboscata al ritiro, ma riesce comunque a fuggire in maniera audace, impressionando il boss del cartello Juan Carlos "El Topo" Pintera, i cui uomini combattono contro i dirottatori. John quindi fa l'accordo, consegnando i farmaci a Malik mentre è sorvegliato dall'agente Cooper. Malik menziona un incontro con membri del cartello più alti di lui. Cooper, sperando di raggiungere gli obiettivi con priorità più elevata, non si muove per arrestare Malik come concordato.
Keeghan afferma che Cooper ha fatto la cosa giusta e rinnega la sua promessa di ridurre la pena di Jason, a meno che John non cooperi nella seconda riunione. John, indignato, chiede a sua volta che Jason venga rilasciato una volta completato il lavoro. Daniel viene a conoscenza dell'accordo di John con la DEA ed è furioso, dicendo che il cartello li ucciderà, assieme alle loro famiglie, se la verità verrà fuori. John e Daniel mandano le loro famiglie a nascondersi.
John incontra Pintera, che vuole che porti in Messico quasi 100 milioni di dollari di profitti da droga e si offre di farne parte del circolo interno del cartello se riesce. Keeghan apprezza la prospettiva di arrestare un commerciante di così alto profilo, ma Cooper ha cambiato idea e cerca di convincere John a non correre, sospettando che il cartello lo ucciderà in seguito. John escogita un piano per liberare se stesso e Daniel sia dal governo che dal cartello. Durante la corsa, John riesce a fuggire dalla sorveglianza di Cooper.
Allo stesso tempo, Daniel fa irruzione nella casa di Malik, uccidendo le sue guardie e ferendolo mortalmente. Prima di morire, Malik rivela il numero di cellulare di Pintera a Daniel. John chiama Cooper e gli fa rintracciare sia il suo nuovo telefono cellulare sia il telefono di Pintera, dando a Cooper sia i soldi che il capo del cartello. Il cartello si rende conto che John è un informatore e li conduce in un inseguimento in autostrada e sparano prima di fuggire.
I membri del cartello e il denaro vengono sequestrati dagli uomini di Cooper. Pintera è circondato da agenti federali e si arrende senza impegnarsi in uno scontro a fuoco perché suo figlio piccolo è con lui. Jason viene rilasciato il giorno successivo. John e la sua famiglia partecipano al programma di protezione dei testimoni e lascia a Daniel il grosso assegno federale sulla ricompensa che John ha ricevuto per la cattura di Pintera.

## Produzione
Costato 15 milioni di dollari, il film è stato girato a El Paso (Texas) e a Shreveport (Louisiana).

## Distribuzione
Il primo trailer del film è stato diffuso online il 21 novembre 2012.
La distribuzione nelle sale statunitensi è avvenuta il 22 febbraio 2013, mentre in Italia è stato distribuito da Videa il 1º maggio 2013.